# Уч-Чам
Уч-Чам — особняк княгини Марии Владимировны Барятинской в неороманском стиле постройки рубежа XX века, расположенный в парке Мордвинова в Ялте. Памятник градостроительства и архитектуры регионального значения.

## История
В начале XIX века владельцем имения «Уч-Чам» («Три сосны»), по соседству с владениями Мордвиновых, был представитель знатного рода Николай Михайлович Исленьев. Николай Иванович Надеждин в статье «Очерк Южного Берега Крыма» 1838 года отмечал имение
…живописная дача г. Исленьева Учь-Чам (три сосны) с прелестным садиком и небольшим (до 10 тыс. кустов) виноградником
Каким образом усадьба оказалась впоследствии во владении Мордвиновых, как утверждают современные источники, пока не установлено. Принято считать, что в 1890 году Мария Владимировна Барятинская покупает в Ялте, на Симферопольском шоссе (тогда улица Почтовая, сейчас — Свердлова), у наследников адмирала Николая Мордвинова рядом с их имением, усадьбу Уч-Чам (с крымскотатарского (крымскотат. Üç çam) — «Три сосны»). Спустя некоторое время там возводится особняк. Точные сроки строительства неизвестны, существующие версии охватывают период от конца XIX до начала XX века. Установлено, что автором проекта и руководителем строительства был известный архитектор Оскар Эмильевич Вегенер. Комплекс усадьбы состоял из двухэтажных главного здания и флигеля (в обеих было 17 комнат), соединенных аркой, через которую въезжали во внутренний двор. Здания в неороманском стиле (также использовались характерные для южнобережных построек того периода элементы модерна и балконы с террасами на южной стороне) строили из серого гранита, привезённого 2-мя пароходами из Финляндии. Здание имело два входа в северном и южном фасадах, крышу покрыли марсельской черепицей, водосточные желоба были сделаны из чёрного железа. Чуть позже в дом провели электричество. В усадьбе был разбит небольшой парк, фонтан и несколько беседок. Делами имения занимался муж Марии Владимировны Иван Викторович Барятинский.
В особняке Марии Владимировны, известной в Ялте благотворительной и общественной деятельностью, часто устраивались балы и светские приёмы, которые посещал даже император Николай II с дочерьми. Бывал у княгини Антон Павлович Чехов, обычно избегавший подобные мероприятия и посещавший Марию Владимировну «по делам сбора средств на сооружение в Ялте санаториума для туберкулезных больных».

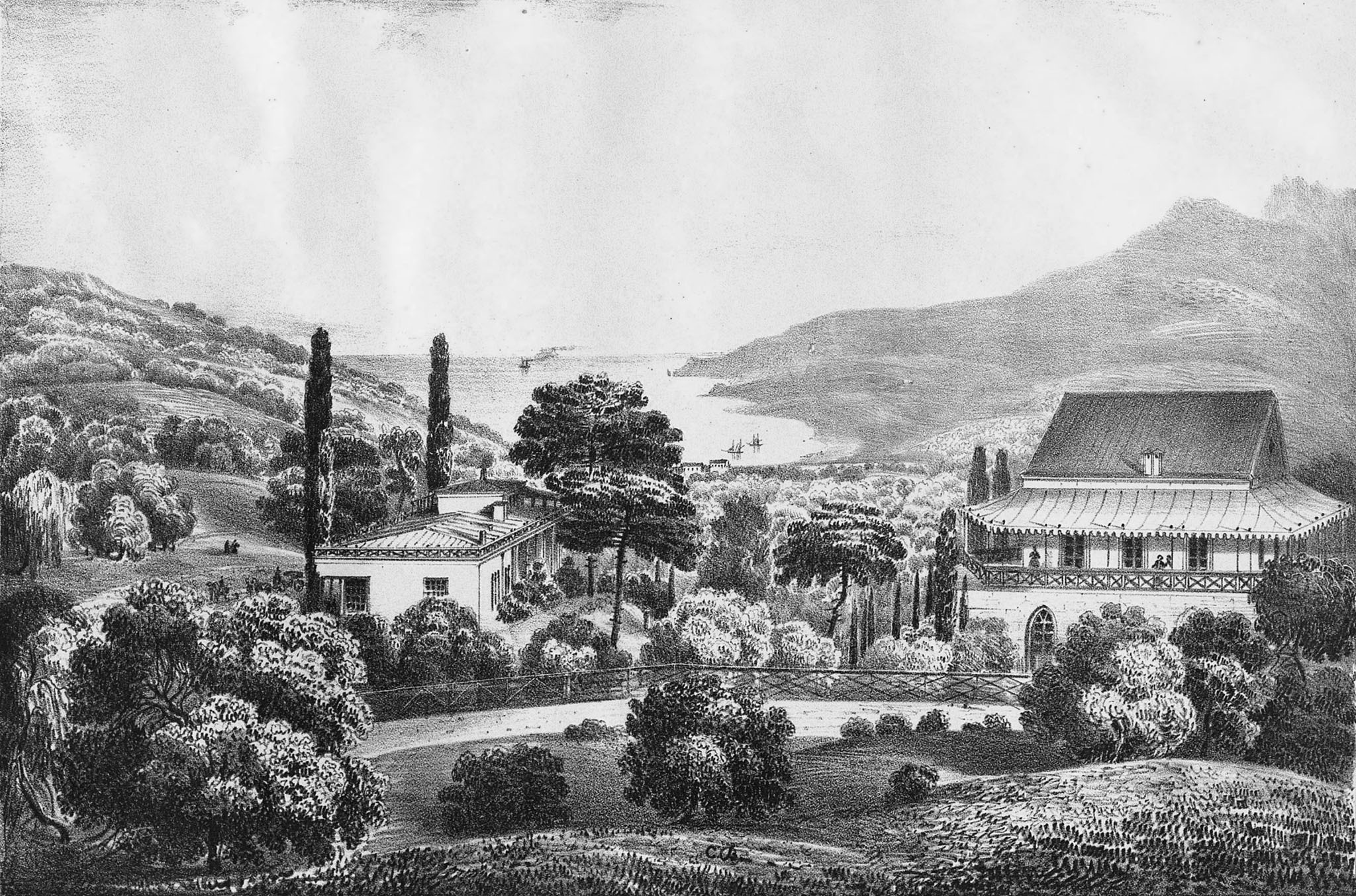
Карло Боссоли Уч-Чам (Юч-Чам), 1842 г.
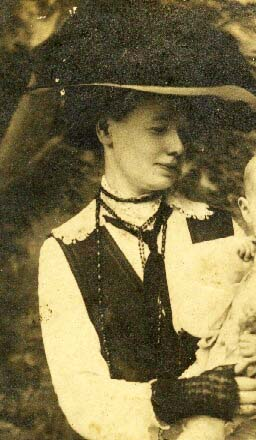
Княгиня Мария Владимировна Барятинская, Льгов, 1900 г.
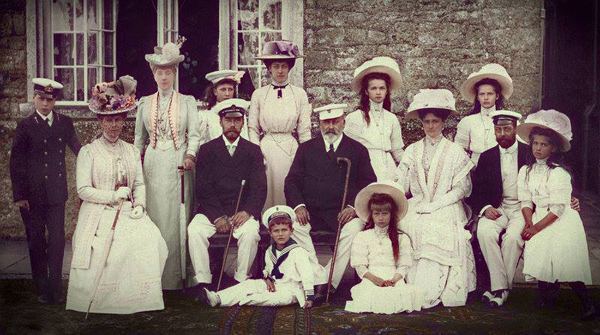
Николай II в Уч-Чаме, 1913 г.
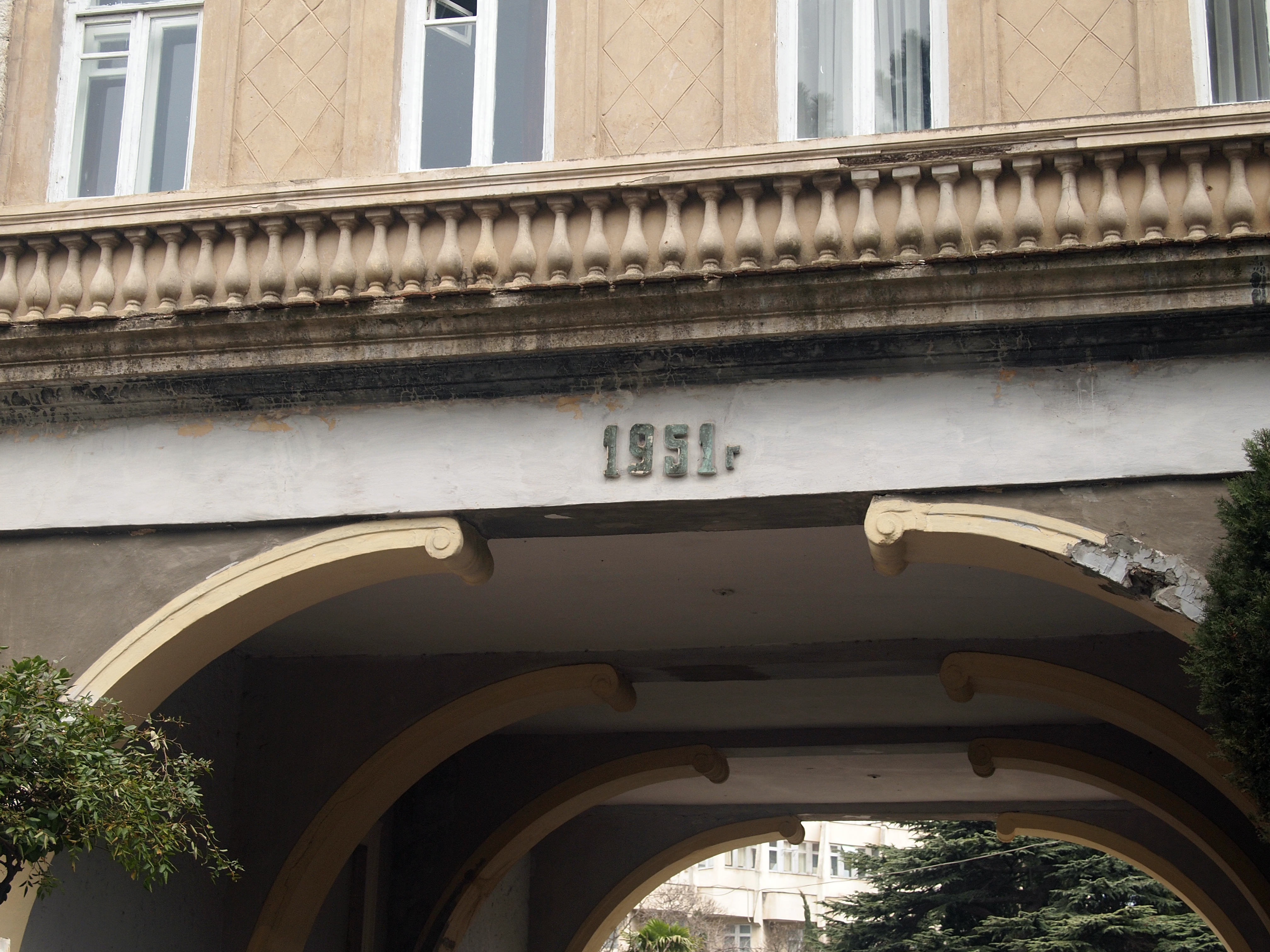
Арка между главным зданием и флигелем с датой реконструкции.

## После революции
Мария Владимировна владела имением до 1918 года: в том году престарелую княгиню арестовали за «подрывную деятельность» и она три недели провела в ялтинской тюрьме. В гражданскую войну в особняке размещались связисты 413-го и 12-го полков Красной Армии. В 1920 году Барятинская с племянником, в числе других эмигрантов, на пароходе покинула Крым.
16 декабря 1920 года приказом председателя Революционного комитета Крыма были изъяты «из частного владения как разных ведомств, так и частных лиц все имения Южного берега Крыма в районе от Судака до Севастополя включительно» и передавались в ведение специально созданного Управления Южсовхоза. Усадьба Барятинской была национализирована, в ней разместили военный санаторий. Мебель и ценные предметы быта передали в открытый в также национализированом имении её родственников Сельбилляр художественный музей. В Уч-Чаме организовали военный санаторий Ленинградского военного округа Министерства обороны СССР «Крымская здравница». В 1951 году в здании проведена значительная реконструкция, были устроены дополнительные номера, укреплена конструкция въездной арки. В 1983 году произвели выборочную отделку: потолки номеров люкс, вестибюль, лестницу и музыкальный зал на 2-м этаже расписали цветочным узором в мягких тонах.
После провозглашения независимости Украины санаторий был передан министерству обороны Украины и стал называться «Ялтинский». В декабре 2004 года корпуса санатория были проданы фирме «Евроойл», по другим данным ещё в 2000 году бывшая усадьба княгини М. В. Барятинской была куплена и стала частной гостиницей «Особнякъ».
В 2014 году всю территорию бывшего санатория (Мордвиновский парк) передали на баланс Минобороны РФ, весной 2017 года все гостиницы на территории бывшего санатория закрыли, в июле 2022 года в особняке Барятинской открылся винный клуб «Синдикат».